# L'orgoglio degli Amberson
L'orgoglio degli Amberson (The Magnificent Ambersons) è un film del 1942 fotografato, prodotto, scritto e diretto da Orson Welles, alla sua seconda esperienza registica dopo Quarto potere.
Orson Welles riveste, oltre al ruolo del regista, anche quello di voce narrante fuori campo, espediente piuttosto nuovo per il periodo.

## Trama
La famiglia Amberson, importante famiglia di Indianapolis alla fine del XIX secolo, è ricca e benestante. Il film descrive, attraverso le vicende di alcuni suoi componenti, la sua ascesa e caduta alla vigilia della massiccia industrializzazione americana. Isabel Amberson sposa il ricco e aristocratico Wilbur Minafer, rifiutando per un capriccio di orgoglio la corte di un giovane che eppure ama: Eugene Morgan, intraprendente inventore di automobili di estrazione piccolo-borghese.
Venti anni più tardi, dopo la morte del marito a cui è sempre stata fedele, Isabel si ritrova a vivere nella vecchia tenuta di famiglia col figlio George, il proprio padre, il fratello Jack e la cognata Fanny (segretamente innamorata di Eugene da sempre). Ironicamente il giovane George si innamora proprio della figlia di Eugene, Lucy, e allo stesso tempo cerca di impedire che sua madre si riavvicini ad Eugene, ora lanciatosi con successo nell'industria automobilistica e anch'egli vedovo. L'orgoglio del figlio sembra ripetere quello della madre venti anni prima: ora è lui a non poter sposare Lucy, figlia dell'uomo che insidia l'onore di sua madre Isabel. La vedova, osteggiata nel coronamento del vero amore, ma troppo devota al figlio per opporglisi, muore di consunzione, seguita subito dopo dall'anziano padre.
In questa circostanza, emerge che la situazione patrimoniale degli Amberson è gravemente compromessa e quella che era un tempo una casata magnificente, ora versa in miseria. George e la zia sono quindi costretti a lasciare la casa di famiglia. Poco dopo il giovane ha un incidente stradale, nel quale si rompe ambedue le gambe. Visitato in ospedale dai Morgan, George chiede perdono a Eugene, riconciliandosi con l'amante della madre.

## Produzione
Il film si basava sull'omonimo romanzo di Booth Tarkington, vincitore del Premio Pulitzer. 
La carriera di Welles venne stroncata dall'insuccesso del film, che lui disconobbe per il rimontaggio da parte dei produttori della RKO Pictures, durante la sua assenza (si trovava in Brasile per girare il documentario È tutto vero per rafforzare le relazioni interamericane e scongiurare l'alleanza del paese sudamericano con l'Asse). Essi, preoccupati dall'esito disastroso delle proiezioni-test, massacrarono la pellicola arrivando a tagliarne 43 minuti ed a far girare a Robert Wise un finale più rassicurante, adatto ai tempi di guerra.
Anche l'assenza di Welles come attore diminuì l'appetibilità del film (tanto più che vi aveva recitato nella versione radiofonica). Eppure negli anni il film verrà apprezzato e addirittura preferito, rispetto al precedente, da critici come André Bazin. Il suo stile, ricco di dissolvenze e in qualche modo in antitesi a Quarto potere, più duro e realistico, per quanto entrambi abbastanza vicini al "barocco" nell'uso del grandangolo e nella scelta del piano sequenza, è tuttavia in questo film più calibrato e sobrio, ma di eccellente servizio al lavoro degli attori e al loro inserimento (anche con riprese dal basso) nella scenografia.
In seguito Welles vide rescisso il suo contratto con la RKO e poté girare solo un altro film a Hollywood (La signora di Shanghai, 1947), prima di venire scacciato come autore maledetto dal sistema degli studios.

## Edizione italiana
In Italia il film venne distribuito nel 1946; in questa edizione, al contrario di quella originale, vennero inseriti i titoli di testa, eliminando così gli accrediti narrati a fine film. Nella riedizione televisiva del 1983 si scelse l'utilizzo della copia originale, ridoppiando l'intero film e recuperando gli accrediti finali, narrati da Pino Locchi.

## Riconoscimenti
Nel 1991 è stato scelto per la conservazione nel National Film Registry della Biblioteca del Congresso degli Stati Uniti.
- 1943 - Premio Oscar
  - Candidatura Miglior film a Orson Welles
  - Candidatura Miglior attrice non protagonista a Agnes Moorehead
  - Candidatura Migliore fotografia a Stanley Cortez
  - Candidatura Migliore scenografia a Albert S. D'Agostino, A. Roland Fields e Darrell Silvera
- 1942 - New York Film Critics Circle Award
  - Miglior attrice protagonista a Agnes Moorehead

## Home video
In Italia il film è stato distribuito su DVD due volte:
- dalla collana Cineteca nel 2012, con audio e video restaurati, senza contenuti extra;
- dallo studio Dynit per la collana RKO Pictures nel 2014.